# ヴェルサイユ・サン・カンタン・アン・イヴリーヌ大学
ヴェルサイユ・サンカンタン・アン・イヴリーヌ大学（英語: Versailles Saint-Quentin-en-Yvelines University、仏称：Université de Versailles Saint-Quentin-en-Yvelines）は、フランス、イル＝ド＝フランス地域圏、サン・カンタン・アン・イヴリーヌ、ヴェルサイユに本部を置くフランスの公立大学。1991年創立、2002年大学設置。大学の略称はUVSQ。
フランスの2000年大学プロジェクトといわれる新4大学設立構想の一校である。8校舎を持ち、19,000人の学生と、752人のスタッフ、389人の教師や研究者を収容し、毎年非常勤講師 285人を招待する。
精密科学、社会科学、政治学、工学、テクノロジー、医学の科目を開設しており、経済学、倫理学、自然環境、持続可能な開発の授業コースも提供している。

## 沿革
増え続ける学生数に対応するため、パリの大学は国民教育省の政令を先読みし、教育機関の一部を郊外に移すことにした。このような背景から1987年に科学に特化したピエール・エ・マリー・キュリー大学（パリ第六大学）の分校がベルサイユに作られた。この二年前には同じイブリーヌ県にあるサン・カンタン・アン・イブリーヌにナンテール大学（パリ十大学）法学部キャンパスが作られている。
同じ時期に高等教育省は、フランスの高等教育の近代化を代表する「2000年大学プロジェクト」の一環として「ユニベルシテ・ヌーベル」（新大学設立）を計画していた。その新大学の一校として、パリ第六とパリ第十の２つのキャンパスを合併し、1991年7月22日に正式にサン・カンタン・アン・イブリーヌ大学が設立された。